# Espectrofotometría

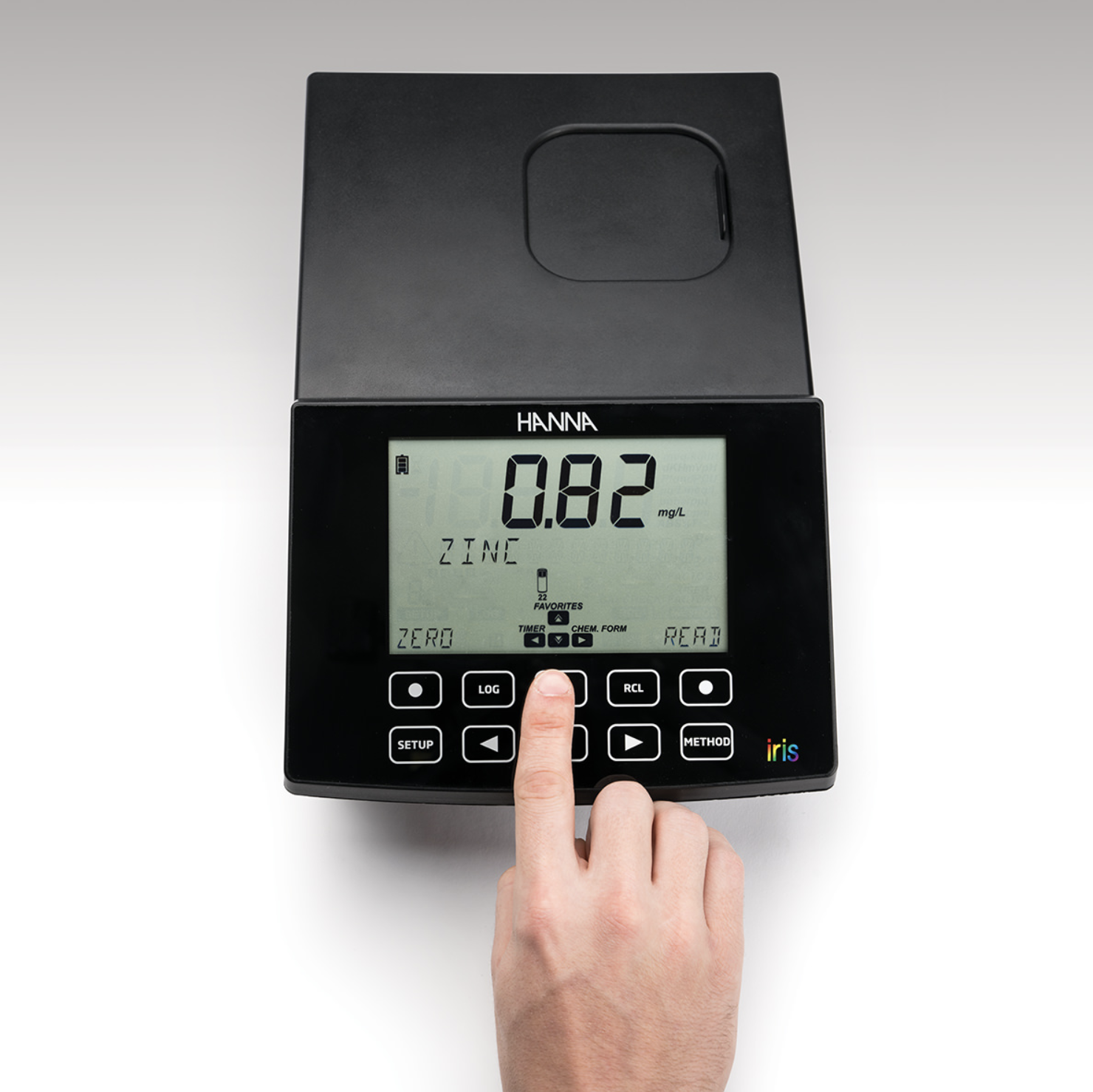
Espectrofotómetro

La espectrofotometría es una técnica analítica utilizada para medir cuánta luz absorbe una sustancia química, midiendo la intensidad de la luz cuando un haz luminoso pasa a través de la solución muestra, con base en la ley de Beer-Lambert. Esta medición también puede usarse para medir la cantidad de un producto químico conocido en una sustancia.[cita requerida]

## Principios
En la espectrofotometría se aprovecha la absorción de radiación electromagnética en la zona del ultravioleta y visible del espectro. La muestra absorbe parte de la radiación incidente en este espectro y promueve la transición del analito hacia un estado excitado, transmitiendo un haz de menor energía radiante. En esta técnica se mide la cantidad de luz absorbida como función de la longitud de onda utilizada. La absorción de las radiaciones ultravioletas, visibles e infrarrojas depende de la estructura de las moléculas, y es característica de cada sustancia química.[cita requerida]
La espectrofotometría con luz ultravioleta visible utiliza haces de radiación del espectro electromagnético, en el rango UV de 180 a 380 nm, y en el de la luz visible de 380 a 780 nm, por lo que es de gran utilidad para caracterizar los materiales en la región ultravioleta y visible del espectro.[cita requerida]

### Ley de Lambert
La ley de Lambert trata sobre la iluminancia de una superficie situada a una cierta distancia de una fuente de luz. Determina que la iluminación producida por una fuente luminosa sobre una superficie es directamente proporcional a la intensidad de la fuente y al coseno del  ángulo que forma la normal a la superficie con la dirección de los rayos de luz y es inversamente proporcional al cuadrado de la distancia a dicha fuente.[cita requerida]

### Ley de Lambert-Beer
La ley de Lambert-Beer, que afirma que "a mayor concentración, mayor absorbancia", asegura que la cantidad de luz absorbida por un cuerpo depende de la concentración en la solución.[cita requerida]
Por ejemplo, en un vaso de vidrio hay agua con azúcar disuelta y en otro vaso, la misma cantidad de agua pero con mayor cantidad de azúcar en solución. El detector es una celda fotoeléctrica, y lo que se mide es la concentración de la solución de azúcar.[cita requerida]
Según la ley de Beer, si se hace que un rayo de luz atraviese el primer vaso, la cantidad de luz que saldría del otro lado sería mayor que si se repitiera esta operación en el segundo, ya que en este último las ondas electromagnéticas chocan contra un mayor número de átomos o moléculas y son absorbidos por estos.

### Ley de Bouguer-Beer-Lambert
Una ley muy importante es la de Bouguer-Beer-Lambert (también conocida como ley de Lambert Bouguer y Beer), la cual es solo una combinación de las citadas anteriormente.[cita requerida]

### Transmitancia y absorción de las radiaciones
Por las leyes mencionadas anteriormente, al hacer pasar una cantidad de fotones o de radiaciones hay una pérdida que se expresa con la ecuación:
It/Io=T-kdc
donde It es la intensidad de luz que sale de la cubeta y que va a llegar a la celda fotoeléctrica (llamada radiación o intensidad transmitida); Io es la intensidad con la que sale al atravesar la celda (radiación intensidad incidente) y la relación entre ambas (T) es la transmitancia.[cita requerida]
En el exponente, el signo negativo se debe a que la energía radiante decrece a medida que el recorrido aumenta. El superíndice k es la capacidad de la muestra para la captación del haz del campo electromagnético, d es la longitud de la cubeta de espectrofotometría que recorre la radiación, y c es la concentración del soluto en la muestra ya ubicada en la cubeta.[cita requerida]
La ecuación simplificada de la ley de Lambert-Beer:
A = ε.d.c
comprende la mínima ecuación que relaciona la concentración (c), la absorbancia de la muestra (A), el espesor recorrido por la radiación (d) y el factor de calibración (ε).
El factor de calibración relaciona la concentración y la absorbancia de los estándares.[cita requerida]
La absorción (o absorbancia) es igual a A, que es el logaritmo recíproco de la transmitancia:
A = log 1/T
También se puede presentar como porcentaje:
A = 2 -log T
Las ecuaciones mencionadas de las leyes son válidas solo y solo si:
- la radiación incidente es monocromática;
- las especies actúan independientemente unas de otras durante la absorción;
- la absorción ocurre en un volumen de sección trasversal uniforme.

## Aplicaciones
Las aplicaciones principales son:
- determinar la cantidad de concentración en una solución de algún compuesto utilizando las fórmulas ya mencionadas;
- ayudar en la determinación de estructuras moleculares;
- la identificación de unidades estructurales específicas, ya que estas tienen distintos tipos de absorbancia (grupos funcionales o isomerías);
- determinar constantes de disociación de indicadores ácido-base;
- estandarización de colores de diversos materiales, como plásticos y pinturas.

## Tipos de espectrofotometría
- espectrofotometría de absorción molecular VIS-UV. 13
- espectrofotometría de absorción molecular IR.15
- espectrofotometría de absorción y emisión atómica
- espectrofotometría con atomizadores electrotérmicos
- espectrofotometría de emisión con plasma
- espectrofotometría de fluorescencia molecular

## Ligas externas
- Espectrofotometría